# Медоу-Вудс (Флорида)
Медоу-Вудс (англ. Meadow Woods) — переписна місцевість (CDP) в США, в окрузі Орандж штату Флорида. Населення — 43 790 осіб (2020).

## Географія
Медоу-Вудс розташований за координатами 28°22′31″ пн. ш. 81°20′46″ зх. д. / 28.37528° пн. ш. 81.34611° зх. д. (28.375221, -81.346210).  За даними Бюро перепису населення США в 2010 році переписна місцевість мала площу 29,66 км², з яких 29,51 км² — суходіл та 0,15 км² — водойми.

## Демографія
Згідно з переписом 2010 року, у переписній місцевості мешкало 25 558 осіб у 7759 домогосподарствах у складі 6384 родин. Густота населення становила 862 особи/км².  Було 8973 помешкання (303/км²).
Расовий склад населення:
| - 61,2 % — білих - 13,8 % — чорних або афроамериканців - 4,6 % — азіатів - 0,4 % — корінних американців - 0,2 % — вихідців з тихоокеанських островів - 15,2 % — осіб інших рас |

До двох чи більше рас належало 4,6 %. Частка іспаномовних становила 67,2 % від усіх жителів.
За віковим діапазоном населення розподілялося таким чином: 29,2 % — особи молодші 18 років, 63,7 % — особи у віці 18—64 років, 7,1 % — особи у віці 65 років та старші. Медіана віку мешканця становила 31,7 року. На 100 осіб жіночої статі у переписній місцевості припадало 92,4 чоловіків;  на 100 жінок у віці від 18 років та старших — 87,5 чоловіків також старших 18 років.
Середній дохід на одне домашнє господарство  становив 58 162 долари США (медіана — 48 640), а середній дохід на одну сім'ю — 59 807 доларів (медіана — 49 235). Медіана доходів становила 33 711 долар для чоловіків та 31 374 долари для жінок. За межею бідності перебувало 17,0 % осіб, у тому числі 25,8 % дітей у віці до 18 років та 9,7 % осіб у віці 65 років та старших.
Цивільне працевлаштоване населення становило 13 817 осіб. Основні галузі зайнятості: мистецтво, розваги та відпочинок — 18,0 %, роздрібна торгівля — 17,9 %, освіта, охорона здоров'я та соціальна допомога — 14,9 %, науковці, спеціалісти, менеджери — 14,4 %.